# Великолучківська сільська рада
| Великолучківська сільська рада — колишній орган місцевого самоврядування у Мукачівському районі Закарпатської області з адміністративним центром у с. Великі Лучки. Сільській раді були підпорядковані населені пункти: - с. Великі Лучки |

## Склад ради
Рада складалася з 34 депутатів та голови.

## Керівний склад сільської ради
| ПІБ                     | Основні відомості                                                               | Дата обрання | Дата звільнення |
| ----------------------- | ------------------------------------------------------------------------------- | ------------ | --------------- |
| Балог Іван Петрович     | Сільський голова, 1957 року народження, освіта                                  | 26.03.2006   | 13.09.2008      |
| Федак Юрій Юрійович     | Сільський голова, 1958 року народження, освіта, безпартійний                    | 13.09.2008   | 21.06.2009      |
| Андрейко Іван Дмитрович | Сільський голова, 1956 року народження, освіта, член партії Єдиний Центр        | 21.06.2009   | 31.10.2010      |
| Андрейко Іван Дмитрович | Сільський голова, 1956 року народження, освіта середня спеціальна, безпартійний | 31.10.2010   |                 |

Примітка: таблиця складена за даними джерела

## Населення
Згідно з переписом УРСР 1989 року чисельність наявного населення сільської ради становила 8778 осіб, з яких 4191 чоловік та 4587 жінок.
За переписом населення України 2001 року в сільській раді мешкало 9029 осіб.

### Мова
Розподіл населення за рідною мовою за даними перепису 2001 року:
| Мова       | Відсоток |
| ---------- | -------- |
| українська | 95,99 %  |
| угорська   | 3,48 %   |
| російська  | 0,35 %   |
| білоруська | 0,06 %   |
| молдовська | 0,03 %   |
| словацька  | 0,01 %   |
| циганська  | 0,01 %   |